# Josef Kohlschein

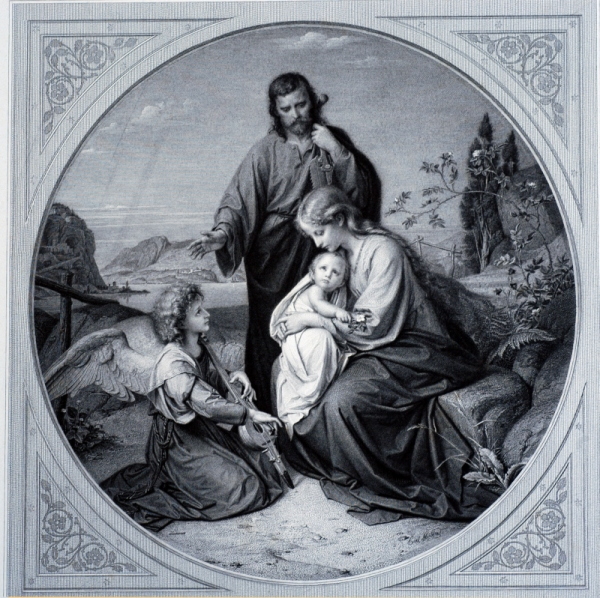
Heilige Familie nach Carl Müller, 1875, Michaeliskirche Breslau

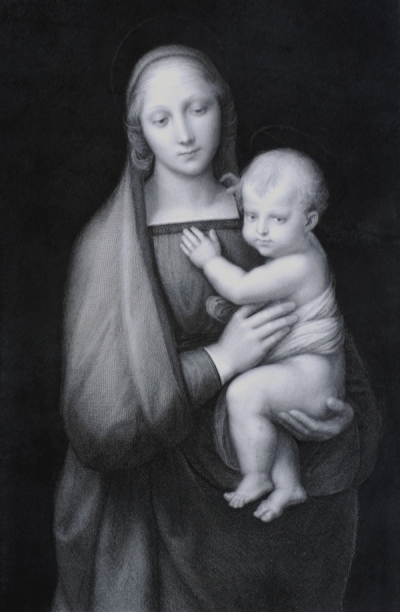
Madonna Del Granduca nach Raffael, Palazzo Pitti, Florenz

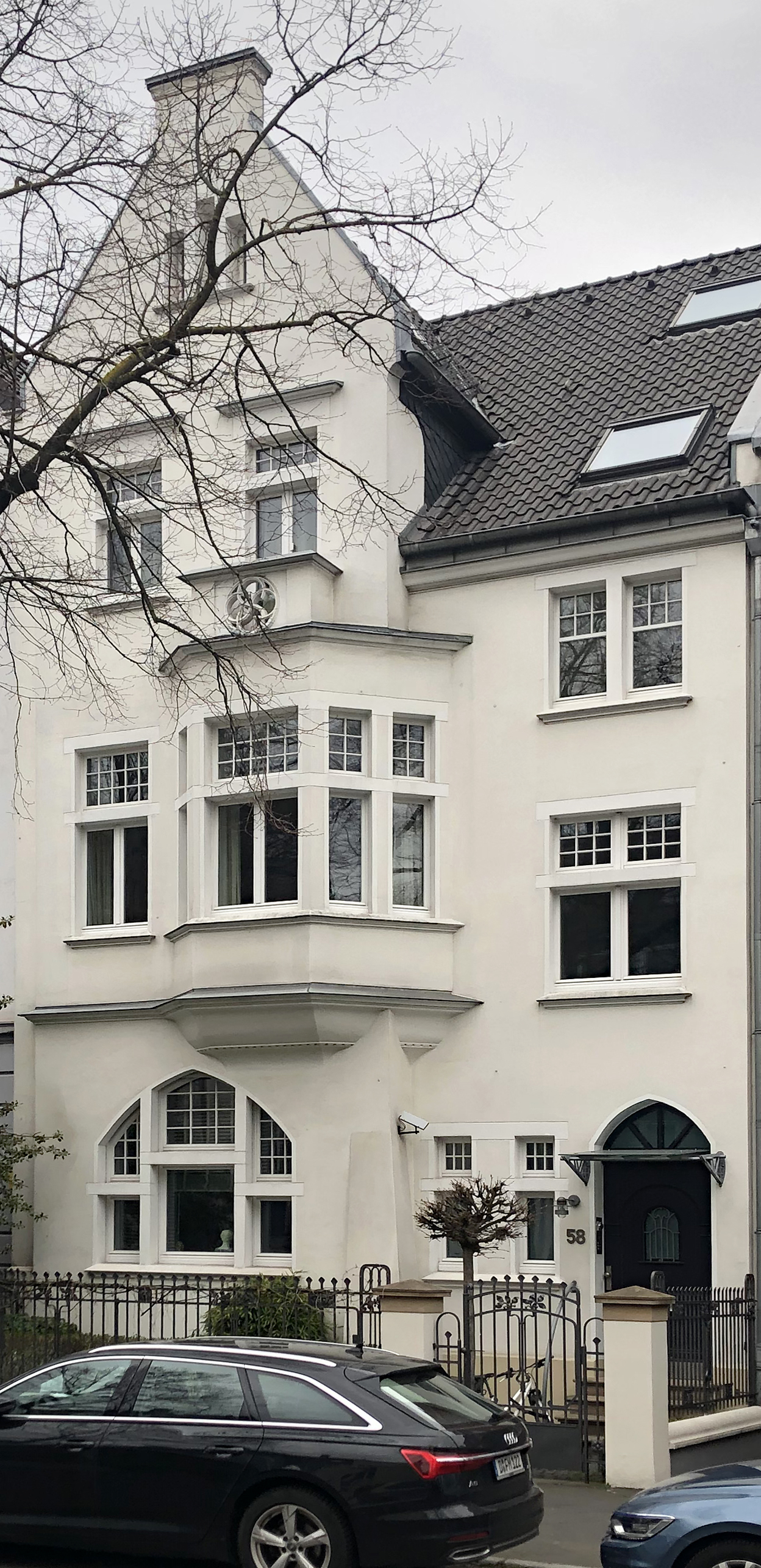
Kohlschein's Haus in Düsseldorf-Oberkassel (2021)

Josef Kohlschein, auch Joseph Kohlschein der Ältere (* 17. September 1841
in Warburg; † 29. März 1915 in
Düsseldorf), war ein deutscher Kupferstecher und Zeichner. Er war der Vater von Edmund Anton Kohlschein, Hans Kohlschein und Josef Kohlschein dem Jüngeren.

## Leben
Bereits als Schüler fiel der Sohn eines Landwirtes und Schmiedes durch sein außerordentliches zeichnerisches Talent auf. Sein fester Wunsch Maler zu werden, konnte mit Hilfe zweier Fürsprecher gegen den Widerstand der Mutter – der Vater war 1855 gestorben – konkretisiert werden. Im Herbst 1856 fand Kohlschein Aufnahme in die Elementarklasse der Kunstakademie Düsseldorf. Seit 1859 erlernte er bei Joseph von Keller den reproduzierenden Kupferstich. Keller beteiligte ihn später auch an aufwändigen Arbeiten wie Raffaels Sixtinischer Madonna. Nach Abschluss seiner Studien reiste Kohlschein, u. a. nach Dresden, Wien, Paris, Florenz, um vor Ort in den Museen exakte Zeichnungen als Stechervorlagen anzufertigen. Als eminenter Zeichner vervollkommnete er den von ihm favorisierten „Linienstich“ zu höchster Präzision. Von 1863 bis 1864 unterrichtete Joseph selbst an der Akademie als Hilfslehrer und war von 1864 und bis 1870 mit Unterbrechung 1866 an der Kunstakademie eingeschrieben.
Während zeitgenössische Grafiker immer mehr die Radierung und die Lithografie in ihr Arbeitsgebiet mit einbezogen, hielt Josef Kohlschein bis zuletzt am traditionellen Kupferstich fest. Ungemein fleißig, hat er fast 100 Platten gestochen. Dazu zählen 20 großformatige, an denen er jeweils bis zu drei Jahren arbeitete. Dazu gehören aber auch ca. 60 kleinformatige Stiche, die er für den „Verein zur Verbreitung religiöser Bilder“ in Düsseldorf schuf. Ein Rezensent formulierte 1880: „Dem Künstler gelang es, die malerischen Werte eines Gemäldes in unübertroffener duftiger Manier in den Stich zu übersetzen und dennoch die Verhältnisse der Farben untereinander in Schwarz-Weiß zu erhalten.“ Vorzüglich beweist das einer seiner weltlichen Stiche, Die Weinprobe nach einem Gemälde von Johann Peter Hasenclever (53 × 71 cm, 1900), der zugleich sein populärster wurde. Kohlschein fertigte zudem Reproduktionskupferstiche nach religiösen Gemälden der Nazarener u. a. Ernst Deger, Franz Ittenbach und Heinrich Lauenstein. Ende des 19. Jahrhunderts, nun als Professor tituliert, wohnte Kohlschein in Pempelfort und zog Anfang 1900 in den aufstrebenden Stadtteil Oberkassel auf die Düsseldorfer Straße, wo sein Sohn Hans auch sein Atelier hatte. Josef Kohlschein wurde, so wie auch seine Frau Elisabeth, eine geborene Berke (1859–1932), auf dem Friedhof Heerdt beerdigt.

## Hauptwerke
- Hochzeit zu Cana nach Paolo Veronese, 37 × 73 cm
- Madonna auf der Mondsichel nach Bartolomé Esteban Murillo, 71 × 49 cm
- Madonna del Granduca nach Raffael da Urbino, 37 × 25 cm
- Sixtinische Madonna nach Raffael da Urbino, 73 × 54 cm
- Madonna della Sedia nach Raffael da Urbino, 68 × 57 cm
- Krönung Mariens nach Karl Müller

Neben den Kupferstichen sind von Joseph Kohlschein mehrere Skizzenbüchern erhalten. Seine frühen Bleistiftzeichnungen zeigen mittelalterliche Burgruinen vom Rhein und in der Eifel, darunter Motive aus Zons, Andernach, Mürlenbach, Geroldstein, Kasselburg und Lissingen an der Kyll. Das große Skizzenbuch ab 1868 zeigt auf 35 Seiten (14 × 21,5 cm) Bleistiftzeichnungen mit Ansichten der Stadt Warburg und ihrer Umgebung, die Kohlschein auf seinen Wanderungen anfertigte. Die filigranen Skizzen zeigen das Warburgpanorama, Wassermühlen, Kirchengebäude, die mittelalterliche Stadtmauer und Wehrtürme. Die präzisen Darstellungen vermitteln einen Eindruck vom Zustand der Bausubstanz in der Mitte des 19. Jahrhunderts.

## Familienporträts
- Die Mutter Gertrud Kohlschein, geb. Drilling, Bleistift, unsign. 29 × 25 cm
- Der Schwiegervater Johannes Berke, Bleistift, sign. J.K., 1880, 29 × 25 cm
- Selbstporträt, Kupferstich, 1883/84, signiert, 17 × 15,5 cm

## Auszeichnungen und Ehrungen
- 1880: IV. Allgemeine Deutsche Kunstausstellung Düsseldorf: Goldene Medaille für die Heilige Cäcilie nach Raffael
- 1883: Österreichische Goldene Staatsmedaille Wien
- 1884: Goldene Medaille Papst Leos XIII. für Das Passionskreuz nach Müller
- 1885: Goldmedaille der Internationalen Ausstellung der Graphischen Künste, Antwerpen
- 1933: Die ehemalige Obere Straße der Warburger Altstadt wurde in „Joseph-Kohlschein-Straße“ umbenannt und an seinem dort stehenden Geburtshaus „Am Johannisturm 10“ eine Gedenktafel angebracht.

## Ausstellungen, Standorte
- 1912: Städtisches Museum Neuss: Josef Kohlschein, Hans Kohlschein und Josef Kohlschein der Jüngere
- 1985: Stadtmuseum Düsseldorf: Die Künstlerfamilie Kohlschein
- 1991: Museum im Stern, Warburg: Josef Kohlschein 1841–1991 – Zeichnungen und Kupferstiche

Werke befinden sich u. a. im Museum im Stern, Warburg, im Kupferstichkabinett Dresden, in der Nationalgalerie Berlin, im Museum Kunstpalast Düsseldorf, im Stadtmuseum Düsseldorf, in der Staatsgalerie Stuttgart.